# Natalia Arseněva
Natalia Arseněva (bělorusky Натальля Арсеньева; 20. září 1903 Baku – 25. července 1997 Rochester) byla běloruská básnířka a překladatelka narozená v Ázerbájdžánu. Patří k nejvýraznějším osobnostem protikomunistické běloruské emigrace.

## Život
Narodila se v Baku, v rodině ruského úředníka. Během první světové války byla její rodina evakuována do ruského města Jaroslavl, kde Natalia napsala svou první báseň, a to v ruštině. V roce 1920 přišla do Vilniusu. Vystudovala tam běloruské gymnázium a poté fakultu humanitních věd na místní univerzitě. V roce 1922 se provdala za Franciszaka Kuszala, důstojníka polské armády běloruského původu. Ten byl poslán na vojenskou službu do Chełmna a Natalia tak s ním odešla do Polska. Po okupaci Polska německou armádou na podzim roku 1939 žila ve Vilejce na území Běloruska (tedy SSSR) a pracovala zde v běloruském křesťanském časopise Sjalianskaja Gazeta. V dubnu 1940 byla vyhoštěna, jako manželka zajatého polského důstojníka (Polsko bylo se Sovětským svazem ve válečném stavu), do Kazachstánu, kde byla přinucena pracovat v kolchozu. V květnu 1941, díky intervenci běloruského Svazu spisovatelů a zejména Janka Kupaly, mohla kolchoz opustit a žila v Minsku. Zůstala v něm i po okupaci Němci. Ona i její manžel se rozhodli spolupracovat s německou okupační správou. Později tento svůj krok vysvětlovala svou zkušeností s komunistickým režimem. Její syn Jaroslav zemřel při výbuchu v kině organizovaném partyzány. V létě 1944 byla evakuována s německou armádou do Německa. Po skončení války pracovala v uprchlických táborech a podílela se na kulturních a vzdělávacích aktivitách mezi Bělorusy. Stala se též učitelkou na běloruském gymnáziu pojmenovaném po Janku Kupalovi. V roce 1949 emigrovala do Spojených států amerických. Spolupracovala zde s časopisem Biełarus a s rozhlasovou stanicí Svobodná Evropa. Poté našla práci na Běloruském institutu vědy a umění v New Yorku. Nadále psala básně v běloruštině, hlavně milostné a přírodní (např. sbírka Miż bieraham; 1979). Překládala do běloruštiny Goetha a Mickiewicze. Napsala také několik operních libret.